# Dark Water (2005)
Dark Water is een Amerikaanse horrorfilm uit 2005, geregisseerd door Walter Salles. De film is een remake van de gelijknamige Japanse film uit 2002. De film verscheen in de Verenigde Staten op 8 juli 2005 en bracht wereldwijd meer dan vijftig miljoen dollar op.

## Verhaal
Dark Water vertelt het verhaal van Dahlia Williams (Jennifer Connelly), een pas gescheiden moeder. Omdat ze niet genoeg geld heeft om een prijzig appartement te huren, vertrekt ze met haar dochter Ceci (Ariel Gade) naar Roosevelt Island nabij Manhattan. Daar verhuurt een makelaar haar een appartement in een naargeestig oud gebouw. Het is niet veel, maar het is betaalbaar en huisbaas Mr. Murray (John C. Reilly) lijkt een behulpzame man. Williams' dochter vindt er vervolgens een Hello Kitty-rugzak en krijgt een eigenaardig ingebeeld vriendinnetje genaamd Natasha (Perla Haney-Jardine), door het plafond begint schijnbaar zonder oorzaak donker water te lekken en Ceci komt telkens op de proppen met praatjes over dingen die ze helemaal niet kan weten. Williams gaat op zoek naar wat er aan de hand is.

## Rolverdeling
| Acteur              | Personage              |
| ------------------- | ---------------------- |
| Jennifer Connelly   | Dahlia Williams        |
| Ariel Gade          | Ceci                   |
| John C. Reilly      | Mr. Murray             |
| Tim Roth            | Jeff Platzer           |
| Pete Postlethwaite  | Mr. Veeck              |
| Camryn Manheim      | Lerares                |
| Dougray Scott       | Kyle                   |
| Perla Haney-Jardine | Natasha / jonge Dahlia |
| Elina Löwensohn     | Dahlia's moeder        |

## Dvd
Dark Water is eveneens in de handel verschenen op dvd. De versie in de filmzaken kreeg in de Verenigde Staten de beoordeling "PG-13" (alleen boven de 13 jaar, onder begeleiding van een ouder). De dvd-versie verscheen zonder keuring, hoewel sommige winkels de originele PG-13-versie verkopen.